# Jagodzin (obwód wołyński)

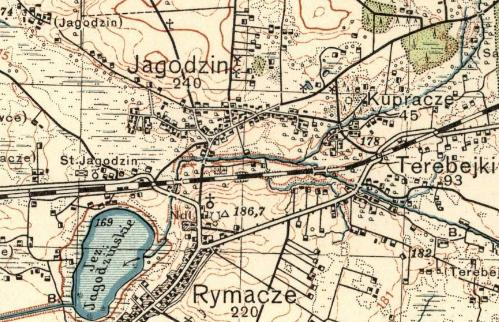
Jagodzin na mapie Wojskowego Instytutu Geograficznego PAS 44 SŁUP 38 LUBOML z 1933 roku

Jagodzin (ukr. Ягодин) – dawna wieś na Ukrainie (Wołyń), obecnie nie istnieje. Położona kilkanaście kilometrów od obecnej granicy polsko-ukraińskiej. Nazwa wsi funkcjonuje obecnie w postaci nazwy polsko-ukraińskiego przejścia granicznego Dorohusk-Jagodzin (drogowego i kolejowego).
Do dziś w pobliżu dawnej wsi istnieje stacja kolejowa nosząca jej nazwę.
Do II wojny światowej w pobliżu miejscowości znajdowały się wsie Jankowce i Zamostecze.
W okresie II wojny światowej i rzezi wołyńskiej jedna z baz polskiej samoobrony znajdowała się w Jagodzinie – Rymaczach.